# Santa Cruz (Texas)
Santa Cruz és una concentració de població designada pel cens dels Estats Units a l'estat de Texas. Segons el cens del 2000 tenia 630 habitants.

## Demografia
Segons el cens del 2000, Santa Cruz tenia 630 habitants, 158 habitatges, i 148 famílies. La densitat de població era de 593,3 habitants per km².
Dels 158 habitatges en un 60,8% hi vivien nens de menys de 18 anys, en un 81% hi vivien parelles casades, en un 12,7% dones solteres, i en un 5,7% no eren unitats familiars. En el 5,1% dels habitatges hi vivien persones soles el 3,2% de les quals corresponia a persones de 65 anys o més que vivien soles. El nombre mitjà de persones vivint en cada habitatge era de 3,99 i el nombre mitjà de persones que vivien en cada família era de 4,13.
Per edats la població es repartia de la següent manera: un 37,8% tenia menys de 18 anys, un 11,9% entre 18 i 24, un 27,6% entre 25 i 44, un 17,1% de 45 a 60 i un 5,6% 65 anys o més.
L'edat mediana era de 25 anys. Per cada 100 dones de 18 o més anys hi havia 80,6 homes.
La renda mediana per habitatge era de 16.563 $ i la renda mediana per família de 22.581 $. Els homes tenien una renda mediana d'11.771 $ mentre que les dones 12.625 $. La renda per capita de la població era de 4.493 $. Aproximadament el 59,7% de les famílies i el 65,5% de la població estaven per davall del llindar de pobresa.

## Poblacions més properes
El següent diagrama mostra les poblacions més properes.